# Крылья (фильм, 1966)
«Крылья» — советский художественный фильм режиссёра Ларисы Шепитько (1966). В фильме приняли участие лётно-технический состав Центрального аэроклуба имени В. П. Чкалова и первого московского аэроклуба.
В 2008 году фильм был издан американской фирмой «Criterion Collection» в DVD-серии «Затмение» вместе с фильмом «Восхождение».

## Сюжет
Фильм повествует о послевоенной жизни бывшей боевой лётчицы, а ныне директора училища Надежды Петрухиной (Майя Булгакова). Преподавание бывшей лётчицы в ремесленном училище не приносит ей ни славы, ни успеха. Одного из её учеников приходится отчислить за драку в буфете, это один из главных элементов сюжета фильма. Как оказалось, подросток живёт в неблагополучной семье, и директор отчасти чувствует вину перед юношей из-за своего решения. Её попытки вернуть бывшего ученика в общество ни к чему не приводят. Общение Надежды с приемной дочерью и знакомство с женихом заканчиваются ничем — они совершенно чужие люди. Героиня Майи Булгаковой кажется всем посторонней — не только дочери, а всем окружающим.  Надежда Петрухина вспоминает своего погибшего друга (возлюбленного) лётчика-истребителя во время посещения краевого исторического музея. Он погиб на её глазах. Когда Надежда посещает аэроклуб своего друга-однополчанина, она по стечению обстоятельств садится за штурвал учебного самолёта и самовольно взлетает. Петрухина вспоминает свою молодость и, управляя самолётом, понимает всю лёгкость бытия.

## В ролях
- Майя Булгакова — Надежда Петрухина
- Жанна Болотова — Таня Петрухина
- Пантелеймон Крымов — Павел Гаврилович, директор музея
- Леонид Дьячков — Митя Грачёв
- Владимир Горелов — Игорь, муж Тани
- Юрий Медведев — Борис Григорьевич
- Николай Граббе — Константин Михайлович
- Жанна Александрова — Зина Ермолаева
- Сергей Никоненко — Сергей Быстряков
- Римма Никитина-Маркова — Шура, буфетчица
- Аркадий Трусов — Морозов
- Ольга Гобзева — журналистка

Гости на вечере
- Евгений Евстигнеев — Миша
- Игорь Кашинцев — Андрей
- Виталий Вульф
- Валерий Заливин

В эпизодах
- Виктор Бурмистров — ученик ПТУ
- Наталья Гицерот — Наталья Максимилиановна, секретарь училища
- Павел Гуров — портной
- Пётр Должанов — Владимир Данилович
- Мария Кравчуновская — соседка Быстряковых
- Борис Юрченко — Синицын
- Алевтина Румянцева — экскурсовод в музее (озвучила Мария Виноградова)
- Лев Вайнштейн — член худсовета
- Иван Турченков — член худсовета
- Дмитрий Николаев — соседский мальчик

## Съёмочная группа
- Авторы сценария: Валентин Ежов, Наталья Рязанцева
- Режиссёр-постановщик: Лариса Шепитько
- Главный оператор: Игорь Слабневич
- Художник: Иван Пластинкин
- Композитор: Роман Леденёв
- Звукооператор: Ольга Упеник
- Дирижёр: Вероника Дударова
- Монтажёр: Лидия Лысенкова
- Директор картины: Валентин Маслов